# Sylt

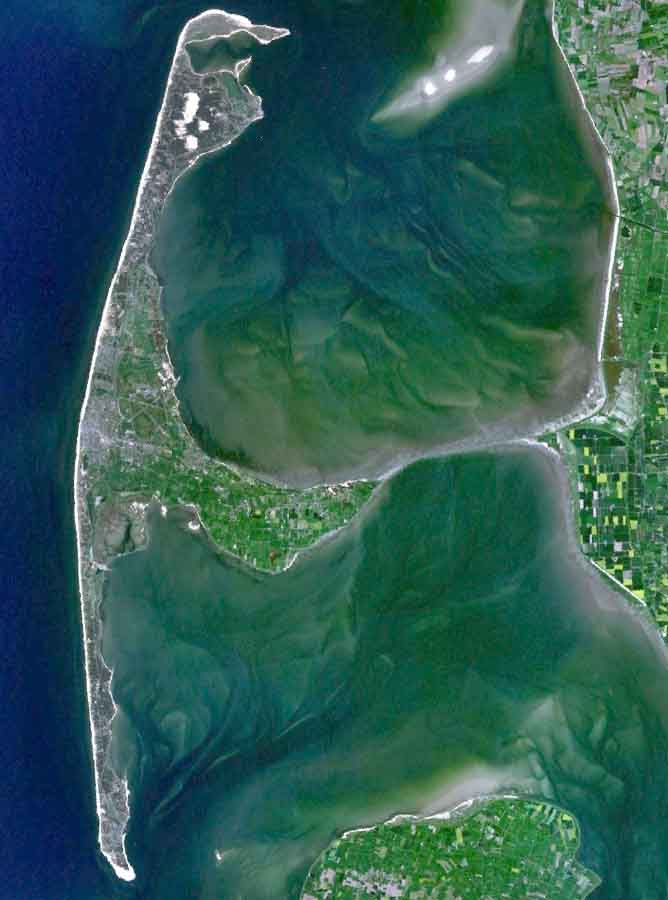
Imagem de satélite de Sylt

Sylt (em alemão:  Sylt, em dinamarquês:  Sild, frísio: Söl) é a maior das Ilhas Frísias. Fica no estado de Schleswig-Holstein, no norte da Alemanha. 

## Geografia

### Localização

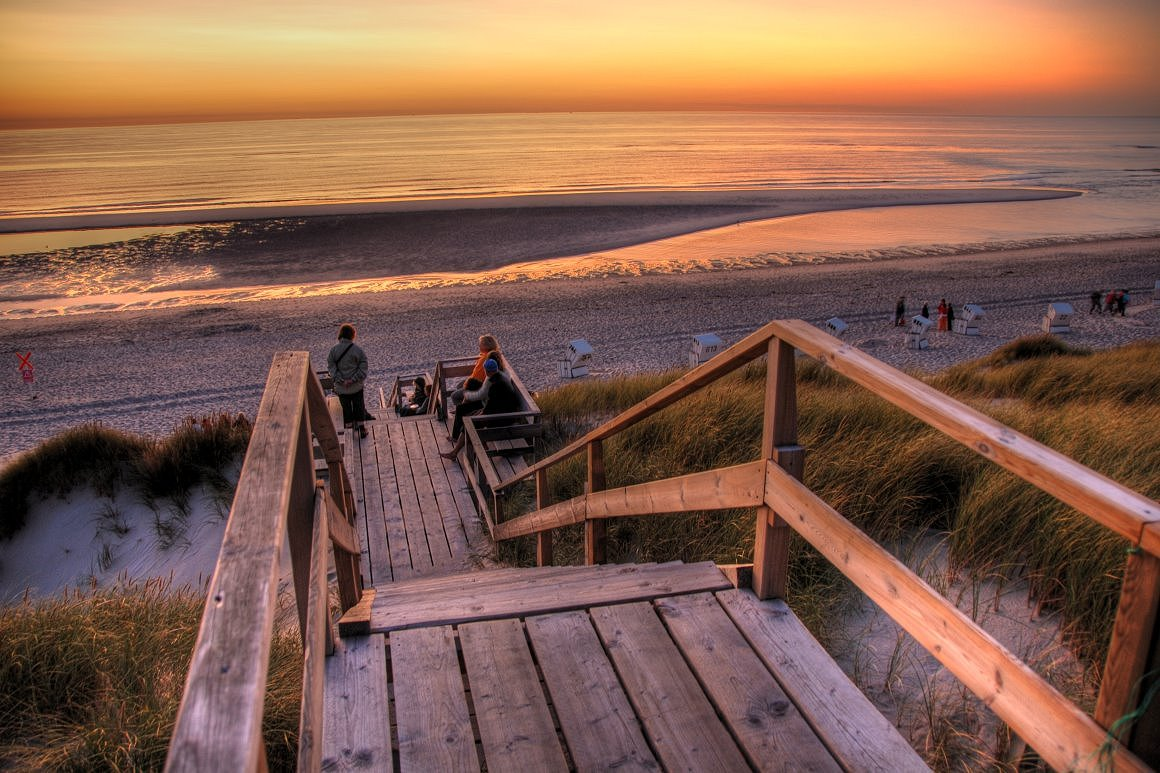
Vista marítima, praia de Sylt

Sylt tem uma área de 99,14 km², o que a torna na quarta maior ilha da Alemanha, e a maior do Mar do Norte. Situa-se a uma distância de entre 9 e 16 km da costa, a que está unida por uma barragem de 11 milhas de comprimento, acessível somente por via ferroviária.
Na parte oeste tem uma praia de cerca de 40 km de comprimento. Na costa leste da ilha fica uma área de lamas que pertence ao Parque Nacional Waddenzee, uma típica zona costeira do Mar do Norte, com grandes marés, e que deixam grandes extensões de lama exposta.
A ilha tem 38 km de norte a sul, com diferentes larguras entre 200 m a sul, e a largura máxima no centro, perto da cidade de Westerland, de 12,6 km.
A forma da ilha sofreu muitas mudanças, um processo que ainda hoje continua. As zonas norte e sul da ilha são compostas de areias de baixa fertilidade, enquanto o centro é constituído por pastagens. A maior altitude da ilha é uma duna denominada Uwe Dune, com 52,5 metros acima do nível do mar, localizada em Kampen.

### Clima
O clima oceânico de Sylt é influenciado pela Corrente do Golfo. Nos meses de inverno, as temperaturas na ilha são mais temperadas do que no continente. Nos meses de verão, a proporção é inversa e atinge uma temperatura média de 17 °C. A média da radiação solar sobre Sylt está em 4,4 horas por dia. O facto de Sylt, com 1790 horas de sol por ano, possuir mais 170 do que a média da Alemanha, é devida à natureza do relevo da ilha. As nuvens não encontram resistência nas montanhas e são empurradas para o continente.
A temperatura média anual é de 8,5 °C. O vento oeste está presente ao longo do ano, a uma velocidade média de 6,7 m/s. A taxa de precipitação é de cerca de 650 mm.